# Csernus Mariann (színművész)
Csernus Mariann (Budapest, 1928. október 30. –) Kossuth- és Jászai Mari-díjas magyar színművésznő, érdemes művész.

## Életpályája
Három öccse van Zoltán, Róbert és Gusztáv, akik elhagyták Magyarországot. Már a középiskola alatt rendszeresen szavalt verseket. Nyolc évig tanult zongorázni. A Veres Pálné Leánygimnáziumban érettségizett, ahol diáktársaival még abban az évben az aquincumi amfiteátrumban Babits Mihály Laodameiáját adták elő. Ekkor látta meg Egri István rendező. Az ő hívására szerződtette Devecseri Gábor a Pesti Színházhoz (ekkor a Révay utca 18. szám alatt), 1948-ban. 1950-ben Major Tamás csábította át, s így a Nemzeti Színház tagja lett. 1953-ban végezte el a Nemzeti Színház Stúdióját.
1962-ig főszerepeket játszott, de miután – hosszas tortúra után – végre találkozhatott emigrált fivérével, aki titkos ügynök lett, politikai okok miatt, tehetsége ellenére hosszú ideig, „felsőbb utasításra” nem foglalkoztatták, de nem bocsátották el a színháztól. Ekkortól önálló estekkel, a magyar költészet remekeivel járta az országot, valamint paródiaműsorokban lépett fel. 1970-ben Jászai Mari-díjjal tüntették ki. Weöres Sándor Psychéjét 1972. március 15-én mutatta be az Egyetemi Színpadon, melynek kéziratát maga a költő adta át, sokéves barátságuk eredményeként. Országszerte nagy sikert aratott vele. 1975-ben tért vissza a Nemzeti színpadára egy Arisztophanész-darabban, és még ebben az évben megkapta az érdemes művész elismerést. 1981-ben, miután kiadták a Vizsolyi Biblia „hasonmás kiadását”, született meg a „második számú” nagyszabású terv, egy önálló est ötlete. 1982 februárjában mutatta be kétórás műsorban a Katona József Színházban (melynek során a teljes mű elhangzik, és még a 2012/2013-as évadban is műsoron volt). 1989-ben a Nemzeti Színház örökös tagja lett. 2000-től, a névváltást követően is a Pesti Magyar Színház tagja maradt 2024-ig.
2018-ban már Magyarország legidősebb aktív színpadi színészének számított. 2022-ben, 93 éves korában a koronavírus-járvány miatti másfél éves kihagyás után is játszott Háy János Házasságon innen, házasságon túl című darabjában, amely 2019-ig már tizenegy éven keresztül sikerrel futott a Magyar Színházban. 2022. november 2-án barátja, Navarrai Mészáros Márton újságíró felkérésére egykori, 2017-ig előadott legendás önálló előadását, a Vizsolyi Bibliát felújítva és módosítva, immáron Vizsolyi Biblia 2.0 címmel mutatta be a Bethlen Téri Színházban. Bár 2023 májusában felröppent a hír, hogy a dunaújvárosi Bartók Színházbeli fellépésével búcsúzik a színpadtól, később úgy nyilatkozott, hogy amíg fontosnak érzi magát, nem kíván visszavonulni. „Nekem úgy jó, hogy játszom!” fogalmazott.
Külföldi utazásai során az európai művészet kortárs nagyjaival találkozik: Picassóval, Pablo Nerudával, a Nobel-díjas guatemalai íróval, Asturiasszal vagy Gordon Craiggel .
Filmekben többek között 1965-ben a Honfoglalás I–II.-ben kapott szerepet, majd a hetvenes évek elején az Ágis tragédiája és a Holló a hollónak című játékfilmekben tűnt fel. 2005-ben A gyertyák csonkig égnek, egy évvel később pedig a Nenő című filmben láthattuk.
Első férje Joó László színész, 1951-ben született meg lánya, Joó Katalin, aki szintén színésznő volt, de 1988-ban öngyilkos lett. A tragédia hatására a színésznő pszichológiát kezdett tanulni, majd 1993-ban kiadta Ki voltál, lányom? című könyvét. A kötet 1996-ban német fordításban, Wer warst du, meine Tochter? címmel is megjelent. Második férje 20 éven át Somlyó György költő volt, akitől elvált[forrás?].  
A budai Széher út lakója. Szabadidejét még 94 évesen is a szövegmondásnak, sétálásnak áldozza (korábban úszott), lelkes rajongója az állatoknak és a növényeknek. 94. születésnapja kapcsán arról beszélt a Marie Claire magazinnak, hogy rendszeresen dohányzik − akkor már nyolcvan éve. 2018-ban a Bethlen Téri Színház közönségszavazatai alapján az Arany Medál díj életműdíját vette át, amit 2019-ben így ő adott tovább, majd 2020-ban és 2022-ben vendégként is részt vett a ceremónián[forrás?].
Egy 2018-as nyilatkozata szerint korábban rendszeresen töltötte a nyarakat szalafői házában. A puli kutyafajta nagy rajongója, 1959-től öt pulikutya gazdája volt.

## Színpadi szerepei
- Katona József: Bánk bán... Melinda
- Osborne: Dühöngő ifjúság... Alison
- Shakespeare – Bertolt Brecht: Coriolanus... Valeria
- Szabó Magda - Bereményi Géza: Az ajtó... Emerenc
- Molnár Ferenc: Olympia... Lina
- Sultz S.: Barátaim! Kannibálok!... Mámi
- Shaffer: Lettice és Lotte... Miss Charlotte Schoen
- Kopit: Jaj, apu...Madame Rosaliquette
- Jean Anouilh: Becket, vagy Isten becsülete... Az anyakirálynő
- Niklas Radström: Búcsúkvartett... Helga, második hegedű
- Vörösmarty Mihály: Csongor és Tünde... Mirigy
- Örkény István: Drága Gizám! (A Macskajáték alapján)
- Márai Sándor: A gyertyák csonkig égnek... Nini, öreg dajka
- Háy János: Házasságon innen, házasságon túl... Öreg néni, Marika néni
- Tennessee Williams: Az ifjúság édes madara... Nonnie néni
- Martin McDonagh: A kripli... Mámi
- Örkény István: Macskajáték... Giza
- Gogol: Az orr... Nasztacia Petrovna
- Jean Racine: Phaedra... Oinone, Phaedra dajkája és bizalmasa
- Szabó Magda: Régimódi történet... Bányai Rákhel
- Bertolt Brecht: A szecsuáni jó ember... A szőnyegkereskedő felesége
- Sławomir Mrożek: Tangó... Eugénia
- Kálmán Imre: A montmartrei-i ibolya... Páholyosnő
- Csiky Gergely: A nagymama... Galambosné
- Pap Károly: Szent színpad... Giza
- Molière: Tudós nők... Beliza
- Shakespeare: Szentivánéji álom... Heléna
- Tolsztoj: Élő holttest... Mása

A Pesti Magyar Színházban
- Háy János: Házasságon innen, házasságon túl – MARIKA NÉNI, PROLÓG
- Károlyi Gáspár: Vizsolyi Biblia (önálló est)

Bethlen Téri Színház
- Károlyi Gáspár: Vizsolyi Biblia 2.0 (önálló est)

### Önálló estjei
- Születésnapi óda (1962)
- Költőnk és kora (1966)
- Ditirambus a nőkhöz (1969)
- Psyché (1972)
- Asszonyok mondókái (1976)
- Jászai Mari: Életem (1979)
- Vizsolyi Biblia (1982-2017)
- Megtört asszony (1986)
- Változások (1986)
- Vizsolyi Biblia 2.0. (2022)

### Rendezései
- Károli Gáspár: Vizsolyi Biblia

## Könyvei
- Eszterlánc (Budapest, Magvető Kiadó, 1985 ISBN 963-14-0694-6)
- Ki voltál, Lányom? (Budapest, Argumentum Kiadó, 1993 ISBN 963-7719-53-9 szerk. Lőrincz Anita; német kiadás: Berlin, Aufbau Taschenbuch Verlag - Best.-Nr.: 2019603, 1996. ISBN 3746675030 Hans Skirecki fordításában)[19][12]
- Csillagszóró (Budapest, Neoprológus Kiadó, 2002 ISBN 963-7932-45-3)

### Fordítása
- Liv Ullmann: Változások

## Filmjei

### Játékfilmek
- Ami megérthetlen (1954)
- Játék a szerelemmel (1959)
- Megszállottak (1962)
- Germinal (1963)
- Elveszett paradicsom (1962)
- Hattyúdal (1963)
- Már nem olyan időket élünk (1964)
- A gyertyák csonkig égnek (2006)

### Tévéfilmek
- Honfoglalás 1–2. (1962)
- Ágis tragédiája (1971)
- Holló a hollónak (1972)
- Fent a Spitzbergáknál (1978)
- Kiválasztottak (1981)
- Nenõ (2006)

## Díjai
- Farkas–Ratkó-díj (1969)
- Jászai Mari-díj (1970)
- Érdemes művész (1975)
- A Nemzeti Színház örökös tagja (1989)
- Sík Ferenc-emlékgyűrű (1999)
- Ivánka Csaba-díj (2001)
- Főnix díj (2004)
- A Magyar Köztársasági Érdemrend tisztikeresztje (2006)
- Szendrő József-díj (2009)
- Kossuth-díj (2010)
- Agárdy-emléklánc (2018)[20]
- Arany Medál díj – életműdíj (2018)[21]